# Karím zand kán
Karím zand kán, (1705 körül – Siráz, 1779. március 1.) Perzsia jelentős részének uralkodója, az 1794-ben megbuktatott Zand-dinasztia alapítója volt. A Nádir sah halálát követő anarchiában szerezte meg 1751-től kezdve Délnyugat-Irán nagy részét, majd ellenfeleit szívós harcban legyőzve a legkeletebbi területek kivételével az ország zömét el tudta foglalni.

## Származása, felemelkedése
A nyugat-iráni, Zagrosz hegységében élő északi lurok lak ágához tartozó zand törzsszövetségből származott, innen mellékneve. A zandok törzsterülete Hamadántól délre, a mai Malájer közelében feküdt. Nádir sah 1732-ben több törzstársával együtt Horászánba telepítette. Az uralkodó szolgálatában magas rangú tisztté lépett elő, ekkor kapta meg a káni rangot. Nádirt 1747-ben tisztjei meggyilkolták, őt trónján követő unokaöccsei pedig belviszályba keveredtek.
A polgárháborús helyzetet kihasználva Karím és népe hazatért ősei földjére, szövetségben a szintén deportált bahtijárikat hazavezető Ali Mardán kánnal. Egy másik bahtijári vezetővel, az Afsáridák iszfaháni kormányzójával, Abulfath kánnal szövetkezve 1750-ben elfoglalták a várost, és egy szafavida herceget kiáltottak ki uralkodónak II. Iszmáíl néven (noha e néven valójában a harmadik sah volt). Míg Karím kán Iszmáíl hadseregének főparancsnokaként északra vonult, hogy megszilárdítsa hatalmát Lurisztán és Kurdisztán vidékén, a hátramaradt Ali Mardán meggyilkolta Abulfathot és kifosztotta Sirázt, ám a hazaúton egy szűk hegyszorosban meglepték a hegylakók, és szétverték a seregét, így a hegyekbe szorult. Karím 1751 januárjában érkezett Iszfahánba, ahol III. Iszmáíltól megkapta a „dinasztia megbízottja” (vakíl ad-daula) titulust, ami lényegében régensi kinevezést jelentett.

## A hatalom megszilárdítása
Ali Mardánt rövidesen Karím is legyőzte, így Bagdadba menekült, ahonnan egy újabb szafavida trónkövetelő, II. Szultán Huszajn nevében megpróbálta megtámadni Kermánsáh városát. Vereséget szenvedett, és menekülés közben a zandok meggyilkolták (1754). A hatalmi harc ezzel korántsem ért véget: a gorgáni Asztarábádból a Kádzsár törzsbéli Mohammad-Haszan kán 1752-ben támadta meg az épp Kermánsáhot ostromló zandokat, és bár sikerült Asztarábádig visszaszorítani, ott vereséget mért Karím kán erőire, és még a sahot is elragadta tőlük. Közben északnyugat felől kettős veszély fenyegetett: az afsárida Fath-Ali kán Urmiából, illetve a Nádir sah hajdani seregének tizenötezres gilzáj afgán különítményét vezető Ázád kán Azerbajdzsánból.
Ázád és Fath-Ali 1753-ban avatkozott a küzdelembe Ali Mardán oldalán, de már későn, így nem tudták egyesíteni erőiket. Iszfahánból így is sikerült kiszorítaniuk Karímot, aki Kohgiluje hegyvidékére húzódott vissza, miközben két másik zand vezető, Mohammad és Sajh Ali kán bevette Kermánsához és elvágta az urmiai utánpótlási vonalakat. Karím végül Kamáredzs mellett legyőzte Fath Alit, mire Ázád kán kiürítette Sirázt, ahová a zandok 1754 novemberének végén be is vonultak. Ezután háború robbant ki Mohammad-Haszan kán és az afgánok között, míg végül több összecsapás után, 1757 áprilisában legyőzték Ázád kánt, aki Bagdadba menekült. Fath-Ali átállt a kádzsárok oldalára, akik újra elragadták Iszfahánt a zandoktól, és rövidesen Sirázt is megostromolták. A támadás kudarcot vallott, Mohammad-Haszant Asztarábádig üldözték, ahol 1759 februárjában végleg legyőzték és megölték. Karím két télen át Teheránban maradt, ahonnan megszervezte az új hódítások igazgatását és a mázandaráni afgánok maradékainak kiirtását. Egyúttal feleségül vette Mohammad-Haszan nővérét, Hadídzsa Bígumot.
Ezután már csak az azeri területekre visszaszorult Fath-Ali kánnal és donboli törzsbéli szövetségeseivel kellett leszámolnia. 1763 februárjában, több sikeres csatát követően sikerült bevennie Tabrizt és Urmiát. (Ázád kán, aki 1760-ban hiába próbált visszatérni Azerbajdzsánba, megadta magát, hasonlóan Fath-Alihoz. Előbbi haláláig tisztes fogságban maradt Karím udvarában, utóbbit viszont a következő évben kivégezték.) A hazaúton hadai egy részét az unokatestvére által fellázított loresztáni lurok, illetve huzesztáni arabok leverésére kellett küldenie. 1765. július 21-én Karím visszatért Sirázba.

## A hatalom csúcsán
Karím sohasem vette fel a sahi címet, hanem a szafavida bábkirály, az 1773-as haláláig házi őrizetben tartott III. Iszmáíl mellett az arab vakíl ad-daula (modern perzsául vakil-e doule), azaz „a dinasztia megbízottja” címet használta – 1754-ig a bahtijári Ali Mardán kánnal közösen. Címét 1765-ben a vakíl ar-raája/al-haláik azaz az „alattvalók/nép megbízottja” titulussal cserélte fel. A sah halálát követően sem vette fel a királyi titulust, de nem tett trónra újabb bábsahot, véget vetve a szafavida restaurációnak. A címe szerint az alattvalók érdekeit képviselő Karím valóban népszerű uralkodó volt. Nádir sah kincstársat kimerítő és alattvalókat megterhelő háborúival ellentétben Karím vakíl uralkodása során csak kisebb összecsapásokra került sor, így a hadi célokra megnövelt adókat is jelentősen mérsékelhették. Éhínségek esetén a vakíl bőkezűen támogatta a népet, és olcsó gabonával látta el őket saját raktáraiból. Az uralkodó az iránt is erőfeszítéseket tett, hogy a Nádir idején üldözött közösségekhez tartozó menekültek (főleg a zsidók és örmények) visszatérjenek Iránba.
A prosperáló Sirázban több fontos épületet emeltetett: a fellegvár, a Vakil-mecset és a Vakil-bazár egy része, valamint számos kert máig áll, de az utóbb lebontott városfalakat és fürdőket is neki köszönhette a város. Egyúttal Háfiz, Szaadi költők és Sáh Sudzsá muzaffarida uralkodó mauzóleumát is felújította. A tizenkét városnegyedet a tizenkettes síiták imámjairól nevezte el, ezzel is jelezve, hogy Nádir sahhal ellentétben nem törekszik a sía megreformálására vagy szunnitizmusba olvasztásába. Ezzel együtt nem nyújtott pénzügyi támogatást az általa élősködőnek tekintett derviseknek, vallástudomány-tanulóknak és imám-leszármazottaknak, és udvarában is meglehetősen szabados életvitel zajlott, amelynek központi eleme volt a bor- és ópiumfogyasztás, amitől az uralkodó sem volt mentes – mindemellett a híradások szerint Karím kán meglehetősen puritán módon öltözködött és kifejezetten szegényes bútorokat használt. A források kiemelik emberségét, jó kedélyét és humorát is.

## Iráni politika
Karím kán hatalmát a későbbiekben nem fenyegette súlyos veszély, csupán országa peremvidékeit kellett több alkalommal megreguláznia. Északon Mázandarán és a még mindig kádzsárok uralma alatt álló Gorgán, északkeleten Jazd, keleten Kermán, délkeleten pedig Lár vidékére kellett több alkalommal seregeket küldeni. A béke fenntartása érdekében Kermán élére egy tekintélyes és gazdag iszmáilita előkelőséget, Abulhaszan Alisáh Mahallátit (a későbbi I. Aga kán nagyapját) nevezte ki, Gorgánból pedig több kádzsár előkelőséget, köztük Aga Mohammad kánt és az utóbb Fath-Ali sah néven trónt szerző Bábá kánt is az udvarába hozta túszként. (Ez az eljárás a többi terület előkelő családjait is érintette, például a történetíróként ismertté vált Abdarrazzák Donboli béget) További terjeszkedésre viszont nem gondolt: Horászánt meghagyta névleges afsárida uralom alatt az afgán Ahmad Durráni afgán sah vazallusának, és II. Erekle grúz király kaukázusi és azerbajdzsáni hódításait sem háborgatta.

## Terjeszkedési kísérletek a Perzsa-öbölben

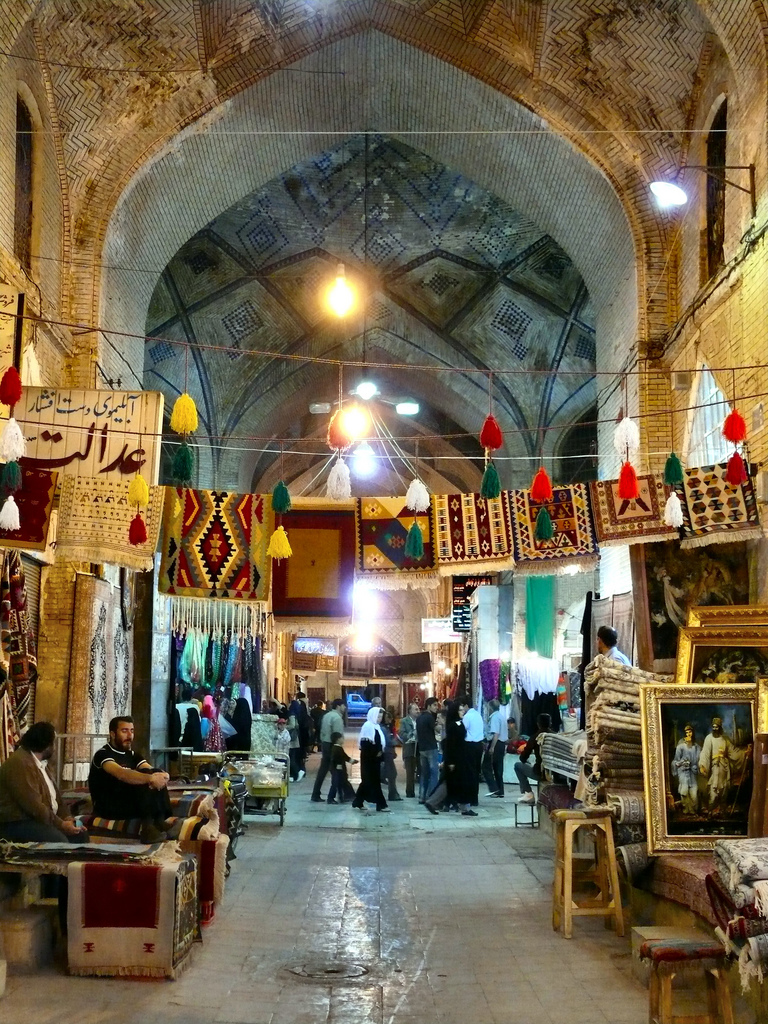
A máig működő sirázi Vakíl-bazár (bázár-e vakil)

A déli Huzesztánt domináló, kaab törzsbéli arabok hatalmát sem sikerült véglegesen megtörnie, noha 1765-ben a Brit Kelet-indiai Társaság és az Oszmán Birodalom bagdadi helytartója is segítette a támadását. Az indiai-óceáni kereskedelemben meghatározó céggel egyébként maga is igyekezett jó viszonyt ápolni: az iráni gazdasági kapcsolatokat fejlesztendő a Társaság számára is lehetővé tette, hogy Busehrben telepet nyissanak 1765-ben. Cserébe a Perzsa-öböl partvidékének arab sejkjei ellen várt tőlük támogatást: különösen Bandar Rig kikötője, illetve Hárk szigete nyugtalanította. Utóbbit a Holland Kelet-indiai Társaságtól szerezte meg egy Mir Mohanna nevű arab kalózvezér, aki 1768-as, belülről induló megbuktatásáig súlyos károkat okozott az ellene hiába hadakozó brit–perzsa szövetségeseknek. Ezután Karím kán Ománt kívánta alávetni, ám az ottani imám nem volt hajlandó elismerni a főségét, így évtizedes, eredménytelen háborúskodás kezdődött a két állam között.
1775-ben arra hivatkozva, hogy a bagdadi pasa nem megfelelően bánik a perzsa kereskedőkkel és zarándokokkal, Karím fivére, Muhammad Szádik kán megtámadta az Oszmán Birodalomhoz tartozó Baszra városát, amely a Perzsa-öböl kereskedelmének jelentős részét lefölözte a Brit Kelet-indiai Társaság jelenlétének köszönhetően. Számítása nem vált be, mivel a britek Baszra helyett Kuvaitba tették át hivatalaikat, ráadásul az 1773-as pestisjárvány amúgy is megtizedelte a város lakosságát és csapást mért kereskedelmére. Miután Szádikot a pénzsóvár Muhammad Ali kán váltotta Baszra élén, a környékbeli muntafik törzsbéli arabok fellázadtak és 1778 júniusában legyőzték a perzsa megszállókat, ami anarchikus állapotokat szült. A rend helyreállítására Szádik kánt küldték vissza, aki azonban három hónappal érkezése után értesült a vakíl haláláról, és kiürítette a várost.

## Halála, örökösödése
Karím kán hat hónapos betegséget követően hunyt el, talán tuberkulózisban, 1779. március 1-jén. Székvárosában, Sirázban temették el a palota egyik kertjében, ám maradványait a kádzsár Aga Mohammad kán később Teheránba szállíttatta. Innen a híradások szerint egyes források szerint Nedzsefbe vitték Fath-Ali idején, más verziók szerint viszont Reza sah alatt exhumálták, és Komba telepítették.
Karím halálát követően két fia, Abulfath és Muhammad Ali kán követte a vakíli tisztségben. Köztük a család többi tagja részvételével azonnal hatalmi harc robbant ki, ami végül a család bukásához vezetett: a polgárháborút kihasználó kádzsárok 1794-ben végleg felszámolták a zandok uralmát.

## Galéria

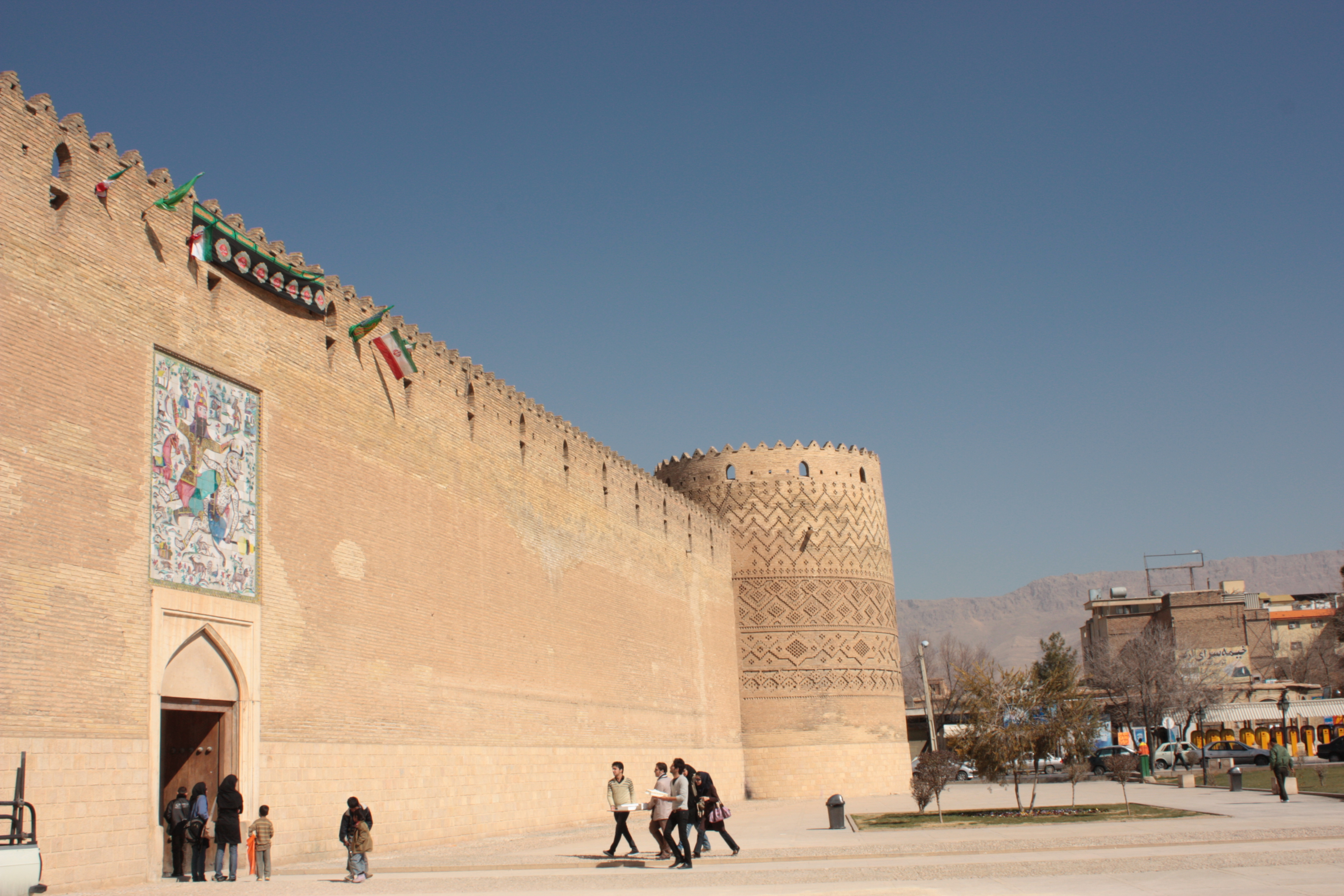
Karím kán erődje (arg)
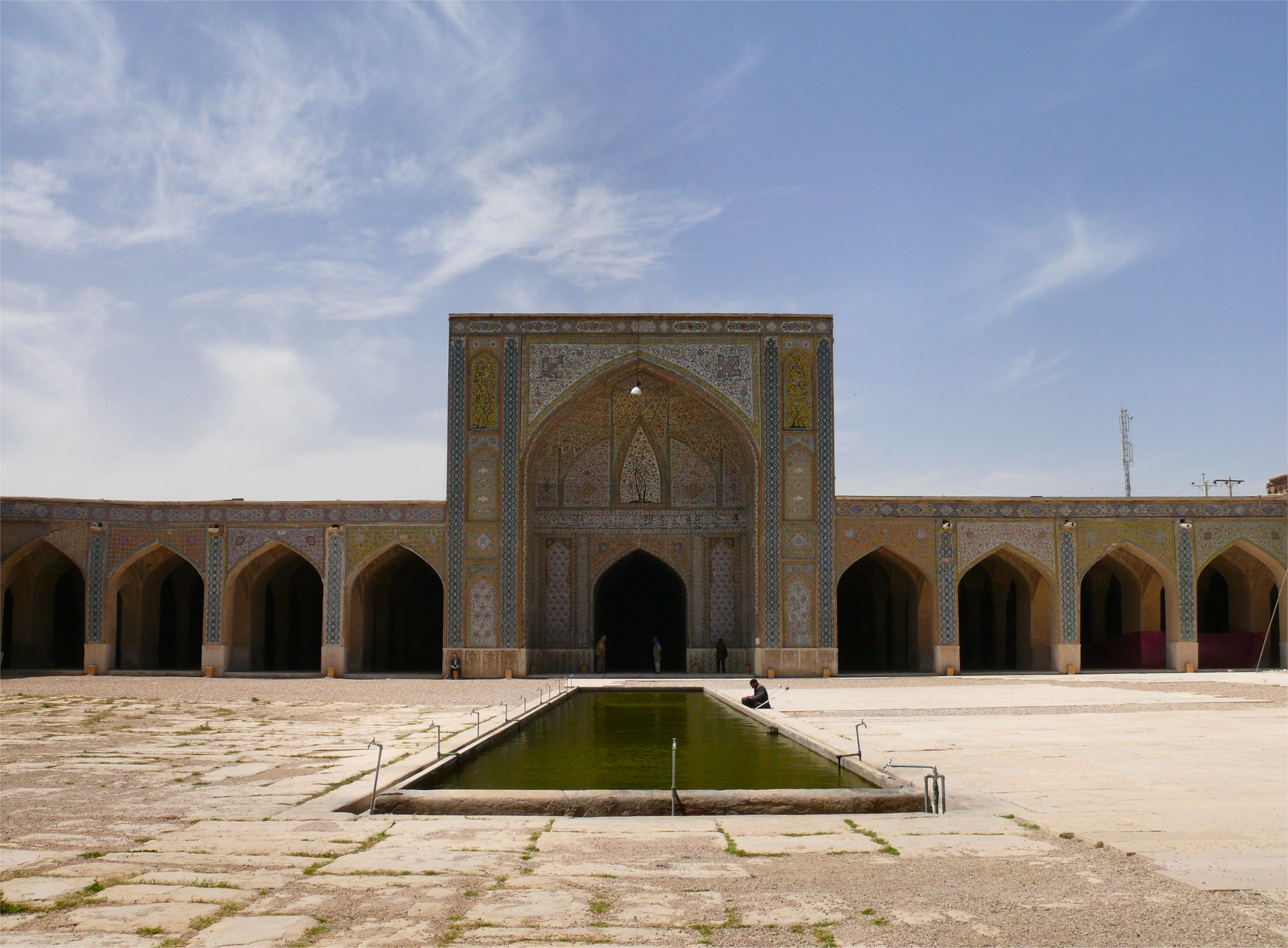
A Vakíl-mecset
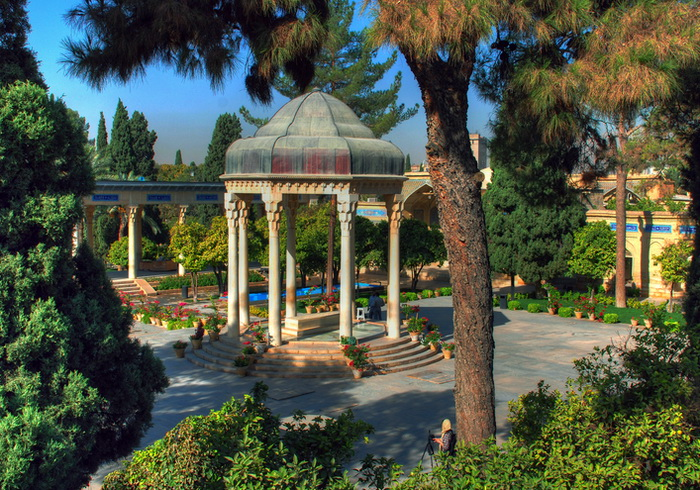
Háfez síremléke
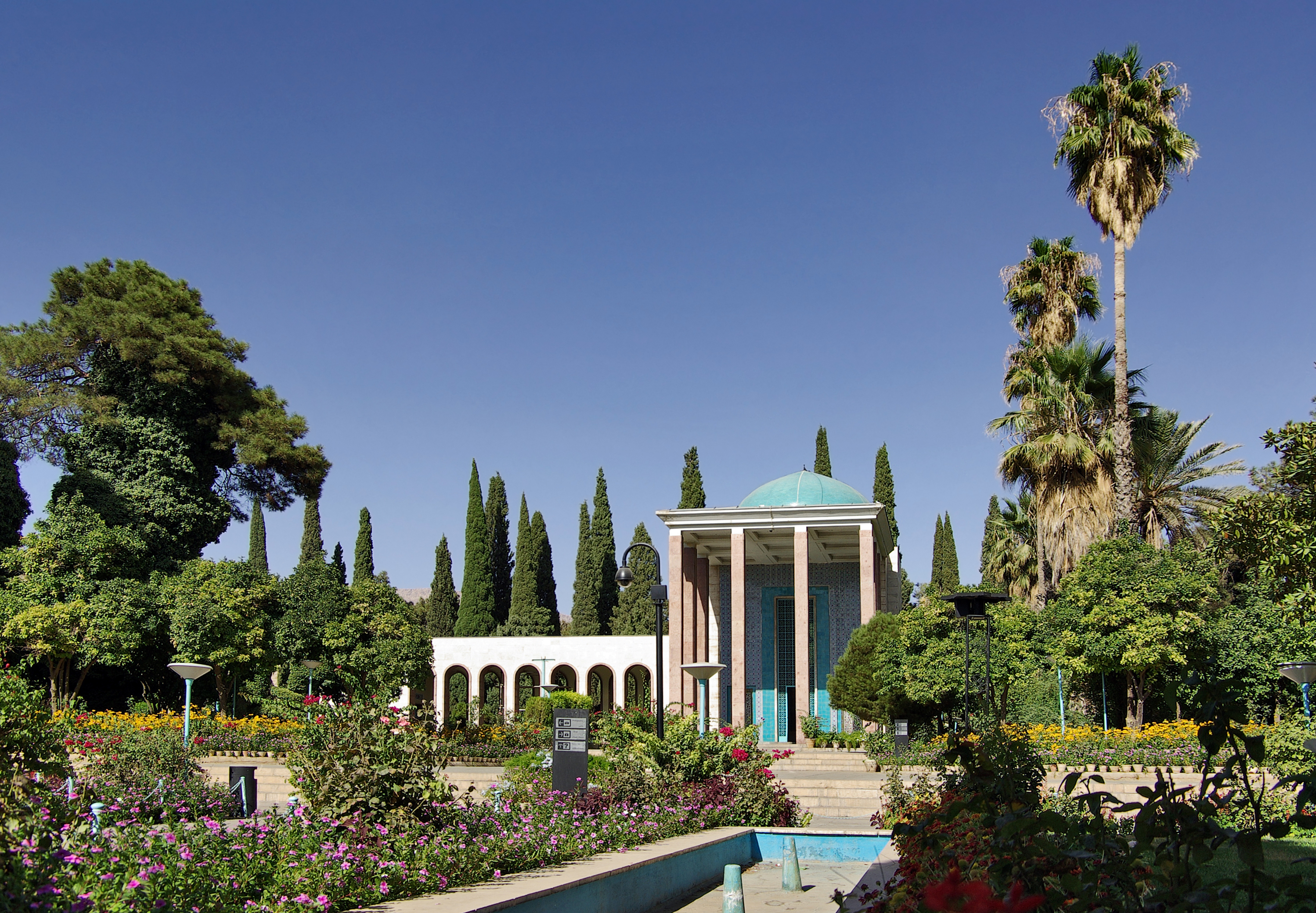
Szaadi síremléke